# Astragalus kushmasarensis
Astragalus kushmasarensis är en ärtväxtart som beskrevs av I.T. Vassilczenko. Astragalus kushmasarensis ingår i släktet vedlar, och familjen ärtväxter. Inga underarter finns listade i Catalogue of Life.